# Русак, Иван Тимофеевич
Иван Тимофеевич Русак (1906—1987) — начальник Особого отдела Московского военного округа, генерал-майор (1943).

## Биография
Родился в многодетной крестьянской семье, рос без отца который ушёл из семьи. Член ВКП(б) с 1929. Окончил церковно-приходскую школу в родной деревне, в 1920 поступил в Старобинское высшее начальное училище, в 1924 по окончании училища поступил в Слуцкую профтехшколу металлистов. Осенью 1925 получив 4-й разряд слесаря, уехал в Царицын, работал вагонным слесарем в депо Юго-Восточной железной дороги. В 1927 направлен профсоюзом на учёбу в Сталинградский рабфак им. М. И. Калинина. В 1930 после окончания рабфака поступил в Тракторный институт в Сталинграде.
С 1931 служил в РККА, курсант, командир учебного взвода, с 1933 командир 5-й танковой роты 3-го отдельного учебного танкового полка Московского военного округа. В феврале 1932 с отличием окончил Саратовское бронетанковое училище (Саратовскую бронетанковую школу). В 1934 направлен на учёбу слушателем в Военную академию механизации и моторизации Красной Армии. После её окончания направлен на работу в НКВД.
В органах госбезопасности с февраля 1939, занимался вопросами реабилитации военнослужащих Красной армии после сворачивания репрессий в РККА, служил в военной контрразведке. Начальник 3-го отделения Особого отдела НКВД по 1-й Отдельной Краснознаменной Дальневосточной армии до мая 1939. Начальник Особого отдела НКВД по 31-му стрелковому корпусу 1-й ОКДВА до ноября 1939. Помощник начальника Особого отдела НКВД по 1-й ОКДВА до января 1940. Начальник Особого отдела НКВД по 15-й армии с января до апреля 1940. Заместитель начальника Особого отдела НКВД по Московскому военному округу с апреля 1940 до февраля 1941. Заместитель начальника 3-го отдела Московского военного округа до июля 1941. Начальник Особого отдела НКВД по Московскому военному округу с 27 июля 1941 до 2 мая 1942. Обеспечивал безопасность проведения парада на Красной площади в Москве в ноябре 1941. Начальник Особого отдела НКВД по 34-й армии на Северо-Западном фронте до 30 ноября 1942. Заместитель начальника Особого отдела НКВД по Северо-Западному фронту до 29 апреля 1943.
Помощник начальника ГУКР СМЕРШ НКО СССР с 29 апреля 1943 до 27 мая 1946, в этой должности руководил опергруппами ГУКР СМЕРШ в Польше, Восточной Пруссии и Маньчжурии. Под его руководством были захвачены и вывезены в Москву атаман Г. М. Семёнов, руководитель Российского фашистского союза в Маньчжурии К. В. Родзаевский, его помощник Л. Ф. Власьевский и многие другие враги Советской власти. Пленены и вывезены в Читу император Маньчжурии Пу И, его премьер-министр Чжан Цзинхуэй и другие члены двора.
Начальник УКР МГБ по СКВО с 15 июля 1946 до 3 августа 1949. Начальник ОКР МГБ по Донскому военному округу до 25 июля 1952. Начальник УКР МГБ по Дальневосточному военному округу с 25 июля 1952 до марта 1953. Начальник ОКР — Особого отдела МВД по Дальневосточному военному округу до 20 июня 1953. Начальник Особого отдела МВД по 15-й армии Дальневосточного военного округа с 24 августа 1953 до марта 1954, затем начальник Особого отдела КГБ по 15-й армии до 28 мая 1954. Начальник Особого отдела КГБ по Ленинградскому военному округу до 6 августа 1956.
С сентября 1956 на пенсии. Два сына полковники-инженеры Советской армии, дочь Ольга инженер-химик, дочь Татьяна учитель математики в средней школе. Жена Феодосия Петровна домашняя хозяйка, в прошлом студентка Сталинградского рабочего факультета.

### Звания
- Лейтенант;
- Старший лейтенант;
- Капитан ГБ (4 февраля 1939);
- Полковник (июнь 1941);
- Дивизионный комиссар (1941);
- Старший майор ГБ (28 июля 1941);
- Комиссар ГБ (14 февраля 1943);
- Генерал-майор (26 мая 1943).

### Награды
- ордена — 3 Красного Знамени, Кутузова II степени, 2 Отечественной войны I степени, Красной Звезды;
- медали — «За боевые заслуги», «За оборону Москвы», «За оборону Советского Заполярья», «За взятие Кёнигсберга», «За победу над Германией в Великой Отечественной войне 1941—1945 гг.», «За победу над Японией», «ХХХ лет Советской Армии и Флота», «В память 800-летия Москвы», «Двадцать лет победы в Великой Отечественной войне 1941—1945 гг.», «50 лет Вооружённых сил СССР», «За доблестный труд. В ознаменование 100-летия со дня рождения В. И. Ленина», «Тридцать лет победы в Великой Отечественной войне 1941—1945 гг.», «40 лет Победы в Великой Отечественной войне 1941—1945 гг.»;
- нагрудные знаки — «Заслуженный работник НКВД» и «50 лет пребывания в КПСС».